# Sant Serni de Llavaners
Sant Serni de Llavaners és una ermita del poble de Llavaners, pertanyent al terme municipal de Soriguera, a la comarca del Pallars Sobirà. Formava part del seu terme primigeni.
És pràcticament tot el que queda de l'antic poble de Llavaners.